# Couvent des Bernardines de Nice
Le couvent des Bernardines de Nice est un monastère de cisterciennes établi à Nice dans le département des Alpes-Maritimes.

## Localisation
Le couvent des bernardines se trouvait rue Saint Joseph dans le Vieux-Nice.

## Histoire

### Moyen Âge
La présence des cisterciennes est attestée à Nice dès 1256 où elles se sont établies sur un terrain qu’elles partagent avec les frères mineurs. Leurs rapports avec l’évêque de Nice semblent alors très conflictuels comme en témoigne une bulle du pape Alexandre IV de 1256 enjoignant à l’évêque de Senez d'inviter son confrère de Nice qui menace d’excommunication quiconque visite ou aide les sœurs à cesser ses persécutions. Ce couvent, souvent déplacé, semble végéter et ne compte que 8 religieuses en 1523.

### Couvent Sainte Agnès
Le 10 mars 1661 les consuls de la ville accueillent avec solennité 4 bernardines d’Antibes venues à leur demande pour fonder un nouveau couvent. Le 8 juin le pape Alexandre XII approuve la fondation et le couvent ouvre le 18 janvier 1664. Richement doté par la ville et ses notables il voit se produire dans sa chapelle des prédicateurs illustres. Le 20 février 1689 la duchesse Anne, nièce de Louis XIV, visite le couvent  avec une cour nombreuse. 
En 1691, lors du siège de Nice, les religieuses se réfugient chez les capucins de Saint-Barthélémy. S’ensuit une période troublée avec divers retours suivis de retraites jusqu’au 29 mai 1713 et l’évacuation de Nice par les troupes françaises à la suite de la paix d’Utrecht. Victor-Amédée II se révèle ensuite un fidèle soutien  du couvent, contrairement à son fils Charles-Emmanuel III qui lui succède en 1730.
En 1792 les troupes françaises pénètrent dans Nice et les bernardines doivent se retirer dans le couvent des clarisses, le leur étant occupé par l’armée. Elles disparaissent du paysage niçois et leurs biens sont dispersés à partir de 1794.
À partir de 1822 les bâtiments sont réutilisés pour y installer le grand séminaire qui y demeure jusqu’en 1855.

## Filiation et dépendances
Le couvent de Nice est fille de celui de Rumilly. C'est un couvent aisé qui possède de nombreuses dépendences recensés lors de leur vente en 1794 :
- des terres à l’Arquet, Massièra, Icart, Magnan-inférieur, Hancy , etc. ;
- des maisons rue de l’Allégresse, rue de la Fraternité, à Carles, Caille, Baloc , etc.